# الطلقة الضائعة (فلم)
الطلقة الضائعة هو فيلم إثارة فرنسي تم إصداره عام 2020 من إخراج غيوم بيريت ، من تأليف غيوم بيريت وألبان لينوار وكامل غويرا و بطولة ألبان لينوار ونيكولاس دوفوتشيل و و رمزي بيديا. 

## ملخص قصة
يضطر متهم مذنب في الذهاب لأداء مهمة شديدة الخطورة لإثبات براءته، حينما يتعرض معلمه للقتل على أيدي مجموعة من رجال الشرطة الفاسدين.

## روابط خارجية
مقالات تستعمل روابط فنية بلا صلة مع ويكي بيانات